# Deutscher Integrationsgipfel
Als Integrationsgipfel werden seit dem 14. Juli 2006 stattfindende Konferenzen von Vertretern aus Politik, Medien, Migrantenverbänden sowie Arbeitgeberverbänden, Gewerkschaften und Sportverbänden im Berliner Kanzleramt bezeichnet, die zum Ziel haben, Probleme der Zuwandererintegration in der Bundesrepublik Deutschland in intensiven Diskussionen zu behandeln.
Auslöser für die Konferenzserie waren unter anderem die ernüchternden Ergebnisse der PISA-Studien, die verdeutlichten, wie sehr der Erfolg des deutschen Bildungssystems mit der Herkunft und dem familiären Bildungshintergrund zusammenhängt. Hieraus erwuchs die politische Einsicht, dass es notwendig sei, Zuwanderer in Deutschland besser zu integrieren.

## Integrationsgipfel

### Erstes Treffen
Das Ergebnis des Auftaktgipfels war die Verabredung zur Erstellung eines nationalen Integrationsplans.
An dem Gipfel, der am 14. Juli 2006 stattfand, nahmen insgesamt 86 Personen teil, darunter Bundeskanzlerin Angela Merkel. Sie verständigten sich darauf, „im Laufe eines Jahres“ den Integrationsplan fertigzustellen. Angela Merkel, aber auch Teilnehmer auf Migrantenseite, sprachen nach dem Gipfel von einem möglicherweise „historischen Ereignis“. Nach Aussage von Merkel sollen die Übereinstimmungen „recht groß“ gewesen sein.

### Jugendintegrationsgipfel
Im Mai 2007 wurde ein Jugendintegrationsgipfel abgehalten, an dem Jugendverbände und Jugendliche mit und ohne Migrationshintergrund zum Thema Integration arbeiteten. Die Ergebnisse gingen in den zweiten nationalen Integrationsgipfel durch eine geladene Vertreterin des Jugendintegrationsgipfels, Zeynep Balazümbül (DeuKische Generation), in die nationale Diskussion mit ein.

### Zweites Treffen

#### Kritik und Boykottdrohungen im Vorfeld
Die Änderung der bundesdeutschen Ausländergesetze Ende März 2007 wurde von einigen türkischen Verbänden in Deutschland kritisiert, da nachziehende türkische Frauen mindestens 18 Jahre alt sein und über ausreichende Deutschkenntnisse verfügen müssen. Zwanzig türkische Teilnehmer des Gipfels (der Großteil der Verbandsvertreter) wollten daher nicht mehr an dem Treffen teilnehmen. Kurz vor dem zweiten Treffen im Juli 2007 werden in diesem Zusammenhang Berichte laut, insbesondere die türkischen Großverbände würden aus diesem Grund möglicherweise aus dem Gipfel aussteigen wollen. Der in Deutschland lebende Türke und Türkeiforscher Faruk Şen sah in der Veranstaltung nunmehr eine Instrumentalisierung der Migranten für „Symbolpolitik“. Durch ihre Teilnahme am Gipfel sollten die Migrantenverbände nach seiner Einschätzung nur die Zuwanderungspolitik der Bundesregierung „quasi symbolisch legitimieren“. Aus Protest gegen die neuen Zuwanderungsgesetze drohten am Ende die Föderation Türkischer Elternvereine in Deutschland, die Türkisch-Deutsche Gesundheitsstiftung, Türkische Gemeinde in Deutschland, Türkisch-Islamische Union der Anstalt für Religion mit der Absage der Teilnahme an diesem Treffen.

#### 12. Juli 2007
Zuletzt waren es nur drei der türkischen Verbände, die dem Gipfel fernblieben. Als Grund wurde von ihnen angegeben, die in dem Gesetz unter anderem verankerte Neuregelung des Ehegattennachzuges sei diskriminierend, da sie nur für den Nachzug aus bestimmten Ländern (u. a. der Türkei) Deutschkenntnisse fordere. Laut ARD-Morgenmagazin (12. Juli 2007) seien die nicht teilnehmenden türkischen Verbände jedoch grundsätzlich bereit, an ähnlichen Treffen in Zukunft wieder mitzuwirken. Die Bundesregierung bekräftigte, dass die nicht teilnehmenden Verbände zu Folgetreffen wieder eingeladen würden.
Deutsche Politiker kritisierten die boykottierenden Verbände, da der Integrationsgipfel schließlich keine dritte Gesetzgebungskammer sei und sie sich an deutsche Gesetze halten müssen. Angela Merkel stellte klar, man stelle der Bundesregierung keine Ultimaten. Bisweilen war aber auch Verständnis für die Haltung der Verbände zu vernehmen: Renate Künast äußerte, Integration fände eben „nicht ein-, zweimal im Kanzleramt statt, sondern jeden Tag mitten in dieser Gesellschaft.“ (Quelle?)
Der zweite Deutsche Integrationsgipfel verabschiedete einen „Nationalen Integrationsplan“ mit insgesamt mehr als 400 Selbstverpflichtungen. Merkel beurteilte das Treffen und die Vorstellung des gemeinsamen Integrationsplans als „Meilenstein“ der Integrationspolitik.

### Dritter Integrationsgipfel
Der dritte Integrationsgipfel fand am 6. November 2008 statt. Nach der Verabschiedung eines nationalen Integrationsplans beim letzten Treffen sollte dessen Umsetzung nun bewertet werden. Bereits im Vorfeld wurde Kritik an dem Werk laut.

### Vierter Integrationsgipfel
Auf dem im Jahr 2010 stattfindenden 4. Integrationsgipfel wurde einerseits ein 400 Maßnahmen umfassender Integrationsplan diskutiert. Zu diesem Plan gehörte es auch, innerhalb der nächsten fünf bis sieben Jahren allen Menschen, die ein Interesse an einem Integrationskurs haben, die Teilnahme daran zu ermöglichen. Zweitens wurde das Thema Gewalt angesprochen, insbesondere Gewalt an der Schule sowie Gewalt im Zusammenhang mit männlichen Verhaltensmustern.

### Fünfter Integrationsgipfel
Der Nationale Integrationsplan wird in den Nationalen Aktionsplan Integration weiterentwickelt. Er vergrößere die Chancen jedes einzelnen Migranten auf gleiche Teilhabe. Zugleich würde der Zusammenhalt und das Miteinander gestärkt.

### Sechster Integrationsgipfel
Der 6. Integrationsgipfel befasste sich vorwiegend mit der Arbeitsmarktintegration; zudem wurden Ergebnisse des Nationalen Aktionsplans Integration präsentiert. Im Mittelpunkt standen die Themen Arbeit, Arbeitsmarkt, Qualifizierung und Sprache. Bundeskanzlerin Angela Merkel lobte in ihrer Rede am 28. Mai 2013 unter anderem die Einführung der Charta der Vielfalt und rief dazu auf, die Anerkennung von im Ausland erworbenen Berufsabschlüssen zu erleichtern.

### Siebter Integrationsgipfel
Am 1. Dezember 2014 fand der siebte Integrationsgipfel statt. mit dem Thema Berufsausbildung, Ausbildung für Menschen mit Migrationshintergrund. Angesichts von Diskriminierungen von Menschen mit Migrationshintergrund auf dem Arbeitsmarkt forderten Bundeskanzlerin Angela Merkel und Bundesintegrationsbeauftragte Aydan Özoğuz insbesondere Chancengleichheit im Bewerbungsprozess.

### Achter Integrationsgipfel
Der 8. Integrationsgipfel fand am 17. November 2015 im Bundeskanzleramt statt, mit dem Schwerpunkt Gesundheit und Pflege in der Einwanderungsgesellschaft. Es nahmen die Beauftragte der Bundesregierung für Migration, Flüchtlinge und Integration Aydan Özoguz, Bundeskanzlerin Angela Merkel, Gesundheitsminister Hermann Gröhe sowie Vertreter von Migrantenselbstorganisationen mit Erfahrungen im Gesundheitswesen teil. Auf dem Gipfel traten 200 Organisationen mit einer gemeinsame Stellungnahme auf.

### Neunter Integrationsgipfel
Der neunte Integrationsgipfel am 14. November 2016 statt und hatte das Thema Partizipation. Vor dem Gipfel verfassten 50 bundesweit aktive Migrantenselbstorganisationen ein Impulspapier mit Vorschlägen für Maßnahmen, aufgeschlüsselt nach vier zentralen Veränderungszielen: (1) Vielfalt und Teilhabe als gelebte Grundüberzeugungen; (2) Teilhabe bei der interkulturellen Öffnung; (3) Gleichberechtigte Teilhabe in Entscheidungsfunktionen; (4) Gleichberechtigte Teilhabe bei Leistungen.

### Zehnter Integrationsgipfel
Der 10. Integrationsgipfel am 13. Juni 2018 hatte den Zusammenhalt von Menschen mit und ohne Migrationshintergrund zum Thema. Zum ersten Mal blieb der Bundesinnenminister dem Integrationsgipfel fern. Bundesinnenminister Seehofer begründete dies mit der Teilnahme der Journalistin Ferda Ataman, die in einem Artikel gewarnt hatte, Deutschland „als Heimat der Menschen, die zuerst hier waren“ zu verstehen. Die Türkische Gemeinde kritisierte seine Absage: Gerade angesichts der Debatte um die Gründung des neuen Heimatministeriums verwies sie auf die Frage, wie die Zukunft dieser Einwanderungsgesellschaft gemeinsam gestaltet werden könne.

### Elfter Integrationsgipfel
Der 11. Integrationsgipfel fand am 3. März 2020 statt. Als Ergebnis kündigte Kanzlerin Merkel an, dass sich künftig ein Kabinettsausschuss mit dem Kampf gegen Rechtsextremismus und Rassismus befassen werde.

### Zwölfter Integrationsgipfel
Der 12. Integrationsgipfel am 18. Oktober 2020 fand wegen der COVID-19-Pandemie als Videokonferenz statt. Eingeladen waren etwa 130 Vertreter von Bund, Ländern, Kommunen, Zivilgesellschaft und Migrantenorganisationen. Zu den zentralen Themen zählte angesichts der Pandemie insbesondere auch die Digitalisierung bei der Integration.

### Dreizehnter Integrationsgipfel
Auch der 13. Integrationsgipfel am 9. März 2021 fand pandemiebedingt digital statt. Als Ergebnis wurde ein Katalog von mehr als 100 Maßnahmen verabschiedet, die unter anderem Hilfen für zuwandernde Fachkräfte im Heimatland, Unterstützung beim Spracherwerb sowie Anstrengungen für mehr Chancengleichheit in Wirtschaft und öffentlichem Dienst betreffen.